# Thomas Rau
Thomas Rau (* 17. August 1936 in Berlin) ist ein deutscher Synchronsprecher.

## Leben und Wirken
Thomas Rau war anfangs noch als Schauspieler tätig und war u. a. in Aktenzeichen XY … ungelöst (1972), Lokaltermin (1973), Rockys Messer (1969, mit Barbara Ratthey) und in Aufdermauer (1983, mit Klaus Abramowsky) im Fernsehen zu sehen.
Als Synchronsprecher lieh er seine Stimme mehreren Schauspielern in Serien wie Law & Order, Law & Order: Special Victims Unit und Criminal Intent. Am bekanntesten wurde Rau als langjähriger Synchronsprecher von Chief Wiggum in der Zeichentrickserie Die Simpsons, dem er von der 4. Staffel bis zur 32. Staffel seine Stimme lieh, aber auch als Anführer der Autobots Optimus Prime in der Serie Transformers aus den 1980er-Jahren, die in Deutschland erst Anfang der 1990er-Jahre ausgestrahlt wurde, erlangte er ebenfalls große Bekanntheit. Darüber hinaus synchronisierte er die Stimmen von Joseph Bono (Wie ein wilder Stier), Bo Hopkins (U-Turn – Kein Weg zurück), Graham Greene (Der mit dem Wolf tanzt) oder J. Todd Adams (Creature Zone). In den 1990er-Jahren sprach er auch viele Charaktere der Marvel-Serien; darunter Rhino, Abomination und Whirlwind. 
Er lebt in München.